# Песчаный путепровод
Песча́ный путепрово́д — автомобильный и пешеходный путепровод в Москве через железнодорожные пути Малого кольца Московской железной дороги около станции Серебряный Бор. Соединяет улицы Алабяна и Народного Ополчения, входит в состав Северо-Западной хорды. По Песчаному путепроводу проходит граница между районами Сокол и Щукино. Путепровод получил название от района Песчаных улиц, которые в свою очередь были названы по характеру грунта.

## История

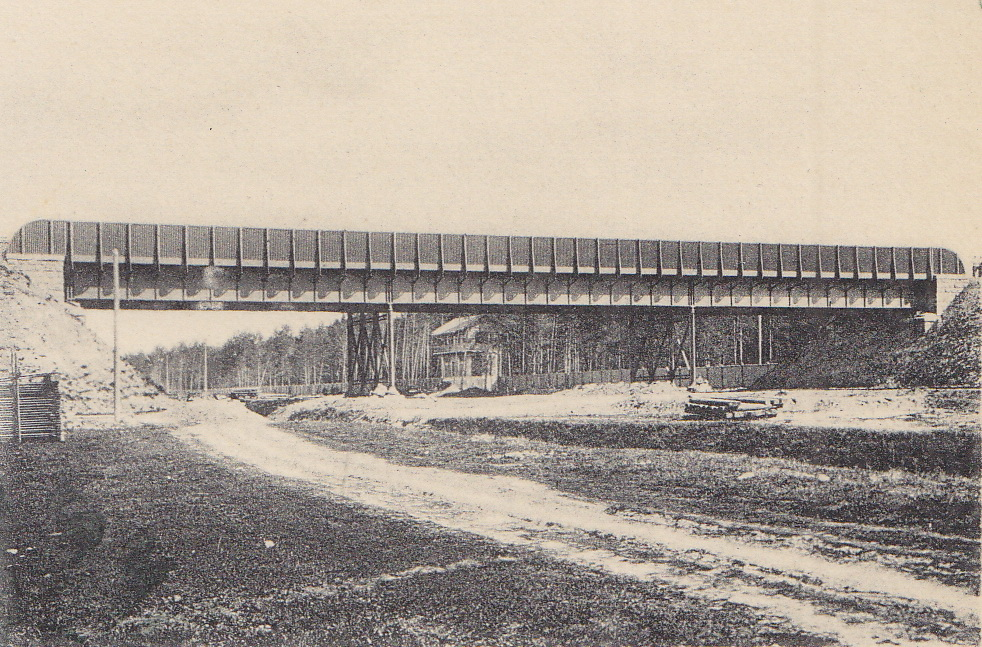
Старый путепровод в начале XX века

Первый путепровод был построен на этом месте в начале XX века одновременно со строительством Окружной железной дороги. Тогда по путепроводу проходила дорога от села Всехсвятского к селу Хорошёву и к военным лагерям. Этот путепровод был достаточно узким, с шириной проезжей части 8 м.
С конца 1940-х годов по обеим сторонам железной дороги развернулось массовое жилищное строительство. С востока застраивался район Песчаных улиц, с запада — жилые районы Октябрьское Поле, а позднее — Хорошёво-Мнёвники. Вскоре стало очевидно, что старый путепровод не справляется с возросшей транспортной нагрузкой. В часы пик он с большим трудом мог пропускать до 130 автобусов в час. Строительство Краснопресненского радиуса метро в районах Октябрьское Поле и Хорошёво-Мнёвники планировалось не ранее конца 1960-х годов, а до этого их жители должны были добираться общественным транспортом до ближайшей станции метро «Сокол» через Песчаный путепровод. К тому же, согласно генеральному плану 1951 года, здесь должна была пройти трасса 5-го кольца Москвы. В связи с этим было принято решение о строительстве нового путепровода взамен старого.
В 1959 году проект нового путепровода был утверждён, а 1962 году он был сдан а эксплуатацию. Авторы проекта — инженер З. В. Фрейдина, архитекторы Ю. И. Гольцев и К. П. Савельев, его сооружением занимались строители мостопоезда № 443. Путепровод имел по 3 полосы для движения в каждом направлении. Вскоре после открытия по нему была пущена троллейбусная линия.
В 2010-х годах по Песчаному путепроводу прошла трасса Северо-Западной хорды. По этой причине в 2015—2016 годах велась реконструкция подпорной стены восточного подхода путепровода. В результате количество полос для движения под путепроводом со стороны улиц Зорге и Панфилова было увеличено с двух до трёх.
В 2016 году рядом с путепроводом была открыта платформа «Панфиловская» МЦК. Изначально планировалось, что платформа будет соединена лестницами с Песчаным путепроводом, но позднее было решено сделать для неё отдельный пешеходный мост параллельно путепроводу.

## Описание
Путепровод имеет три полосы для движения в каждом направлении. Тип конструкции моста — железобетонный, балочный, четырёхпролётный. Конструкции были выполнены из сборных железобетонных деталей с предварительным напряжением. Длина путепровода составляет 123 м, ширина — 34,6 м.

## Транспорт
По путепроводу проходят автобусы 26, 100, 105, 300, 691, 691к, т19, т59.